# Diogenův klub
Diogenův klub je fiktivní klub z povídek a románů Sira Arthura Conana Doyla o Sherlocku Holmesovi. Poprvé byl zmíněn v povídce Řecký tlumočník. Je pojmenován pravděpodobně podle Diogena ze Sinopé (což ale v originálních povídkách nebylo zmíněno) a jeho spoluzakladatel je starší bratr Sherlocka Holmese, Mycroft Holmes.

Sherlock Holmes klub popisuje v povídce Řecký tlumočník takto:
“Víte, v Londýně jsou spousty mužů, kteří ať už z plachosti nebo z misantropie netouží po společnosti svých bližních. Přesto však holdují pohodlným křeslům a čerstvým časopisům. Pro pohodlí těchto lidí byl zřízen Diogenův klub, který sdružuje ty nejnespolečenštější a nejsamotářštější muže z celého Londýna. Žádný člen si nesmí nikoho ze svých kolegů ani všimnout. S výjimkou hostinského pokoje se tam nikde nesmí za žádných okolností vůbec promluvit, a trojí překročení tohoto pravidla, je-li ohlášeno výboru, stačí k tomu, aby byl takový mluvka vyloučen. Můj bratr byl jedním ze zakladatelů klubu a já sám pokládám tamější atmosféru za neobyčejně uklidňující.“